# Omero (anatomia)
L'òmero è un osso lungo, degli arti superiori, pari e simmetrico, e costituisce lo scheletro del braccio.

## Anatomia umana
L'omero è l'unico osso del braccio, ed è costituito da un corpo, o diafisi, e da due estremità dette epifisi (prossimale e distale). È l'osso più lungo e voluminoso di tutto l'arto superiore.
L'epifisi prossimale si articola con la scapola costituendo l'articolazione scapolo-omerale (del tipo delle enartrosi), mentre l'epifisi distale si articola con le due ossa dell'avambraccio: radio e ulna.

### Epifisi prossimale
La testa dell'omero è costituita da una grossa superficie emisferica liscia e rivestita da cartilagine, diretta medialmente ed in rapporto con la cavità glenoidea della scapola; la testa è delimitata inferiormente dal collo anatomico dell'osso.
Inferiormente al collo anatomico, nella parte frontale dell'osso, si trova un rilievo diretto in avanti noto come tubercolo minore (o trochine), inserzione del muscolo sottoscapolare, nonché del legamento trasverso della spalla (parte superiore laterale del tubercolo).
Superiormente e lateralmente rispetto a quello minore si trova il tubercolo maggiore (trochite o trochitere), che con le sue tre facce dà inserzione agli altri muscoli della cuffia dei rotatori: il sopraspinato, il sottospinato e il piccolo rotondo.
Tra i due tubercoli si trova il solco bicipitale (o intertubercolare), delimitato verso la diafisi da due creste che scendono dai rispettivi tubercoli (creste del tubercolo minore e maggiore); in questo solco scorre il tendine del capo lungo del bicipite brachiale. Medialmente e lateralmente al solco bicipitale si inseriscono rispettivamente il muscolo grande rotondo e grande pettorale.

### Diafisi
Il punto di passaggio convenzionale tra l'estremità prossimale e il corpo dell'omero è il collo chirurgico.
La diafisi dell'omero è in sezione abbastanza circolare prossimalmente, mentre distalmente è triangolare. Ha quindi tre facce e tre margini. Il margine anteriore origina dal tubercolo minore, quello laterale dalla cresta epicondiloidea laterale e quello mediale dalla cresta epicondiloidea mediale.
Sulla faccia antero-laterale, poco più in alto del centro, si trova la tuberosità deltoidea che rappresenta il punto di inserzione del muscolo deltoide. Al di sotto di questa si può intravedere invece il solco del nervo radiale, che dalla faccia posteriore si porta in quella antero-laterale. Sulla faccia anteromediale si trova invece il foro nutritizio dell'osso.

### Epifisi distale
L'estremità distale presenta una zona articolare e una zona non articolare: quella articolare è definita lateralmente dal condilo e medialmente dalla troclea dell'omero, che ha la forma di una puleggia. Il condilo si articola con la testa del radio, mentre la troclea con l'incisura trocleare o semilunare dell'olecrano dell'ulna.
La porzione non articolare dell'estremità distale è data dall'epicondilo laterale (poco sviluppato) e dall'epicondilo mediale, o epitroclea (molto più sviluppato), al di sotto del quale si trova un solco che accoglie il nervo ulnare. Dai due epicondili si originano verso la diafisi la cresta sopracondiloidea mediale e la cresta sopracondiloidea laterale.
Anteriormente, al di sopra del condilo, c'è la fossetta radiale che accoglie la testa del radio durante la flessione dell'avambraccio sul braccio, sopra la troclea c'è la fossetta coronoidea che accoglie il processo coronoideo dell'ulna sempre nella flessione dell'avambraccio sul braccio e posteriormente, al di sopra della troclea, è presente la fossa olecranica per accogliere l'olecrano dell'ulna nell'estensione dell'avambraccio.